# Сливна
Сливна (на словенски: Slivna) е село в Словения, регион Средна Словения, община Лития. Според Националната статистическа служба на Република Словения през 2015 г. селото има 138 жители.